# Grażyna Rutowska
Grażyna Rutowska (ur. 1 maja 1946 w Bytomiu, zm. 8 grudnia 2002 w Gnieźnie) – polska fotograf, dziennikarka, działaczka 
Zjednoczonego Stronnictwa Ludowego, autorka artykułów i fotografii poświęconych problematyce ruchu ludowego.

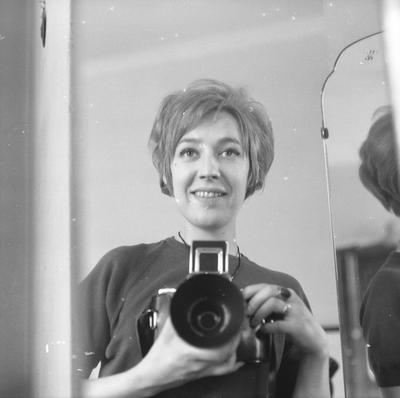
Autoportret w lustrze, 1976, widoczny aparat Pentacon Six

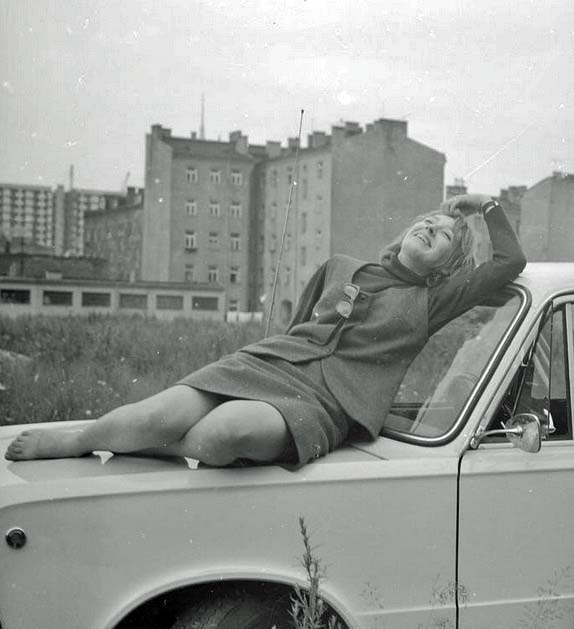
Grażyna Rutowska pozuje na masce Fiata 125p zaparkowanego na pustym placu między ul. Łucką i Grzybowską w Warszawie, 1971

## Życiorys
Grażyna Wanda Rutowska urodziła się w Bytomiu w rodzinie inteligenckiej jako córka Stanisławy z Kadulskich (1914–2002) i Tadeusza. Jej ojcem był Tadeusz Rutowski (1906–1969), wówczas dyrektor Kopalni „Dymitrow", później Generalny Dyrektor Górniczy i dyrektor Biura Ekspertów w Komisji Planowania  przy Radzie Ministrów. W 1952 wraz z rodzicami i rodzeństwem przeprowadziła się do Warszawy, gdzie zamieszkali w domu w al. Niepodległości 158.
Grażyna Rutowska od najmłodszych lat interesowała się fotografią i uczęszczała na zajęcia w pracowni filmowej w Pałacu Młodzieży. Poznała tam fotografa Witolda Dederko, który pomógł jej rozwijać fotograficzną pasję. Z tych lat pochodzą najwcześniejsze jej dzieła, zachowane w Narodowym Archiwum Cyfrowym. W 1964 r. zdała maturę w Liceum Ogólnokształcącym im. Narcyzy Żmichowskiej i próbowała dostać się na studia, najpierw w Państwowej Wyższej Szkole Teatralnej i Filmowej w Łodzi, a następnie w Instytucie Historii Sztuki UW, gdzie jednak, pomimo zdania egzaminów, nie przyjęto jej z powodu braku miejsc. Grażyna Rutowska podjęła więc studia w Instytucie Historycznym UW, które przerwała z powodu śmiertelnej choroby ojca (zm. 21.04.1969 r.). Trudna sytuacja finansowa zmusiła ją do podjęcia pracy. Fotograficzna pasja umożliwiła jej zarobkowanie jako niezależnej fotoreporterce. Jej fotografie publikowane były m.in. w „Czytaj” WSS Społem, „Zielonym Sztandarze” i innych tytułach prasowych.
W 1968 r. podjęła pracę w redakcji „Dziennika Ludowego”, z którą wiąże się najbardziej płodny okres jej twórczości. Zamieszkała w bloku przy ul. Żelaznej 58/62 na osiedlu Za Żelazną Bramą, stąd częste fotografie widoku skrzyżowania ul. Żelaznej i Grzybowskiej, wykonywane w różnych porach roku, aż do 1974 r.
W 1977 r. rozpoczęła studia na Wydziale Dziennikarstwa UW, uzyskując tytuł licencjata, a następnie  magisterium w 1982 r. Pracę magisterską poświęciła fotografom Powstania Warszawskiego. Od 1973 r. należała do Stowarzyszenia Dziennikarzy Polskich. W latach 1978–1988 była członkinią Zjednoczonego Stronnictwa Ludowego. W tym okresie mieszkała na Czerniakowie, w bloku przy ul. Sieleckiej 55, stąd m.in. zdjęcia tłumów pod pobliską ambasadą Austrii po wprowadzeniu stanu wojennego. W 1982 r. na skutek problemów zdrowotnych przeszła z etatu fotoreporterskiego na dziennikarski, znacznie ograniczając twórczość fotograficzną na rzecz pisania artykułów.
W 1988 r. Grażyna Rutowska zrezygnowała z pracy w redakcji „Dziennika Ludowego”, powracając do pracy niezależnego dziennikarza. Niestabilna sytuacja ekonomiczna okresu transformacji i związany z tym upadek wielu tytułów prasowych pogorszył sytuację materialną dziennikarki. Żyła z prac dorywczych, oszczędności i wyprzedaży osobistego sprzętu fotograficznego, o czym informuje odręczny życiorys spisany 19 sierpnia 1993 r.
Podjęła próbę przekwalifikowania, kończąc dwustopniowy kurs księgowości i handlu zagranicznego, jednak nikt nie chciał zatrudnić księgowej bez doświadczenia zawodowego. Współpracowała z redakcją „Małego Apostoła”, „Polski Zbrojnej” i innych tytułów. W wolnym czasie zajmowała się wyrobem dewocjonaliów – rzeźbiła i lepiła z gliny płaskorzeźby, malowała i rysowała.
W 1998 r. przekazała swoje archiwum fotograficzne, wraz z prawami autorskimi, do Archiwum Dokumentacji Mechanicznej (obecnie Narodowe Archiwum Cyfrowe).
Ostatnie lata życia spędziła w Gnieźnie, mieszkając na Os. Piastowskim w bloku pod nr 4B. Wiele fotografii ze schyłkowego okresu jej życia przedstawia wnętrze mieszkania, widok z okna oraz wytwarzane własnoręcznie dewocjonalia.
Grażyna Rutowska zmarła w wieku 56 lat. Pochowana została na cmentarzu św. Krzyża w Gnieźnie - sektor H, rząd 2, grób 13. Po jej śmierci, na mocy testamentu, do archiwum trafiła ostatnia część spuścizny autorki, w tym ostatnie fotografie z lat 1998–2002.

## Twórczość
Głównym polem twórczości Grażyny Rutowskiej był reportaż, jednakże wykonywała także fotografie krajobrazowe, martwe natury, portrety oraz akty.
Pierwszy okres twórczości Autorki zawiera się w latach 1963–1965. Są to najstarsze fotografie wykonywane na błonie perforowanej typu 135 aparatem dalmierzowym Zorki 6. Oprócz portretów koleżanek, fotografii z wakacji nad morzem i z zabawy studniówkowej należą do nich pojedyncze zdjęcia z Warszawy, głównie ze Śródmieścia i Starego Miasta oraz z okna mieszkania w al. Niepodległości 158. Na filmie małoobrazkowym wykonano również pierwsze autoportrety w lustrze, które następnie będą wykonywane corocznie aż do 1980 r. Unikatowym zjawiskiem jest seria 8 aktów, wykonanych w warunkach domowych, przy użyciu jako tła dywanu rozpiętego na szafie.
W 1966 r. Autorka zaczyna używać aparatów na film zwojowy typu 120, z których najczęściej korzystała przez całą swoją karierę. Przeważnie fotografowała na materiale czarno-białym, z rzadka używając barwnych diapozytywów do cenniejszych ujęć. W pracy stosowała dwa aparaty, dzięki czemu niektóre ujęcia oglądać możemy zarówno w wersji kolorowej, jak i czarno-białej. Autoportrety w lustrze pozwalają poznać sprzęt, którym się posługiwała – była to lustrzanka jednoobiektywowa Praktisix (czyli Pentacon Six) oraz dwuobiektywowa Yashica D. Stosowała głównie błony ORWO, czasem Ilford i Agfa oraz kolorowe materiały Kodak.
Najwięcej fotografii Grażyna Rutowska wykonała w 1974 r. fotografując większość największych inwestycji w Warszawie epoki Edwarda Gierka – Wisłostradę i Trasę Łazienkowską, Dworce – Centralny i Zachodni, Hotel Forum (ob. Novotel), odbudowę Zamku Królewskiego oraz operację obrócenia Pałacu Lubomirskich. Często fotografowała sceny uliczne, wykazując się dużym wyczuciem chwili. Jej fotografie mają charakter propagandowy, nie ujrzymy na nich większości poważnych bolączek PRL-u, poza nielicznymi zdjęciami porzuconych odpadów i materiałów budowlanych. W wyprawach często towarzyszył jej pies – wystawowy pudel Agat. Na dalsze wyprawy udawała się samochodem, zarówno służbowym GAZ-21 Wołga, jak również własnym Fiatem 125p. 
Ostatni okres twórczości Grażyny Rutowskiej cechuje się spadkiem jakości zdjęć, zarówno pod względem materiałów (kolorowe błony typu 135), jak i sprzętu (aparat kompaktowy focus–free). Wiele zdjęć poświęciła swemu mieszkaniu w Gnieźnie i wyrabianym dewocjonaliom, chętnie także odwiedzała Cmentarz Powązkowski i innej miejsca, które wcześniej fotografowała w Warszawie.
Archiwum Fotograficzne Grażyny Rutowskiej uzyskało numer „40” w zbiorach Narodowego Archiwum Cyfrowego. Na dzień 8 września 2015 opracowano przeważającą większość zespołu – 38 001 fotografii, w tym 4254 poświęconych Warszawie – jej budownictwu, zabytkom i scenom ulicznym. Fotografie autorki były publikowane m.in. w albumach „Warszawa lat 60.” i „Warszawa lat 70.” wydanych w 2015 r. przez Wydawnictwo BoSz. W tym samym roku Narodowe Archiwum Cyfrowe we współpracy z Naczelną Dyrekcją Archiwów Państwowych wydało album „PRL Grażyny Rutowskiej – Fotografie z Narodowego Archiwum Cyfrowego”, będącego wyborem najbardziej reprezentatywnych dla tej epoki zdjęć jej autorstwa.